# Фосфорорганічні сполуки
Фосфороргані́чні сполу́ки (англ. organophosphorus compounds, ФОС) — органічні сполуки три- й п'ятивалентного фосфору, що містять зв'язок С-Р.

## Сполуки Фосфору(V)
| Загальна формула | Назва класу сполук                           | Представники                                                  |
| ---------------- | -------------------------------------------- | ------------------------------------------------------------- |
| O=P(OR)3         | Фосфати, естери фосфорної кислоти            | Трибутилфосфат, АТФ, ДНК, РНК, креатинфосфорна кислота, табун |
| R-PO(OR)2,       | Фосфонати, фосфонові кислоти та їхні похідні | Гліфосат, зарин, VX, зоман                                    |
| R2-PO(OR),       | Фосфінати                                    |                                                               |
| O=PR3            | Фосфіноксиди                                 | Трифенілфосфіноксид                                           |

### Естери та аміди фосфорної кислоти

Аденозинтрифосфат (АТФ)

Естери та аміди фосфорної кислоти отримують переважно реакцією галогенідів фосфору зі спиртами чи амінами. Також одним зі способів отримання є реакція Арбузова. Похідні фосфіноксиду, наприклад трифенілфосфіноксид, можуть бути отримані окисненням відповідних тризаміщених фосфінів.
Похідні фосфорної кислоти є найрозповсюдженішою формою Фосфору в живій природі: до цього ряду належить АТФ, а також полімерні олігонуклеїнові кислоти ДНК і РНК. У виробництві великого значення набули фосфорорганічні розчинники гексаметилфосфотриамід і трибутилфосфат.

## Сполуки Фосфору(III)
| Загальна формула | Назва класу сполук | Представники   |
| ---------------- | ------------------ | -------------- |
| P(OR)3           | Фосфіти            | Триметилфосфіт |
| R-P(OR)2         | Фосфоніти          |                |
| R2-P(OR')        | Фосфініти          |                |
| PR3              | Фосфіни            | Трифенілфосфін |
| PR4+             | Солі фосфонію      | [P(CH2OH)4]Cl  |
| R-P=C-R'         | Фосфоалкени        | Фосфобензен    |

### Похідні фосфітної кислоти
До цього класу сполук відносять органічні похідні фосфітної кислоти без зв'язків C-P.
X3P, де Х= RO, RS, R2N, Hal, CN. Наприклад, (MeO)3P, (Me2N)3P, (MeO)2PCl, (PhS)2PCl 

#### Отримання
Сполуки з трьома однаковими замісниками на фосфорі отримують переважно реакцією галогенідів фосфору зі спиртами чи амінами.
Використовуючи меншу кількість спирту чи аміну можна отримати й галогенфосфіти.
PCl3 + 3 MeOH → P(OMe)3
PCl3 + 3 MeOH → ClP(OMe)2
Більш складні сполуки, наприклад, амідофосфіти також часто отримують з відповідних галогенпохідних в присутності ненуклеофільних органічних основ

#### Хімічні властивості
Легко окиснюються киснем повітря в похідні фосфору(V).
2P(NMe2)3 + O2 → 2 O=P(NMe2)3
Сполуки фосфору(III) зі зв'язком P-N легко руйнуються спиртами чи водою.
P(NMe2)3 + EtOH → P(OEt)3 + 3 Me2NH

### Похідні фосфіну
До органічних похідних фосфіну відносять сполуки фосфору (ІІІ), що містять тільки P-C і P-H зв'язки атома фосфору. Найбільш відомими представниками цього класу сполук є трифенілфосфін та фосфорні дифосфінові ліганди .

#### Отримання
Реакція галогенідів фосфору з реактивами Гріньяра.
Реакції приєднання фосфінів за кратними С-С зв'язками
Відновлення галогенпохідних чи сполук фосфору (V)

## Сполуки зі зв'язками P-P
Сполуки фосфору зі зв'язками P-P зустрічаються дуже рідко, часто є нестабільними (легко окиснюються) й поки не знайшли помітного практичного використання. Ступінь окиснення фосфору в таких сполуках є формальним і може бути неоднаковим для різних атомів.
Серед сполук з формальним ступенем окиснення 0 можна назвати комплекси дифосфору з стабільними карбеновими лігандами L→P-P←L.
Їхнє отримання ведеться шляхом відновлення сполук зі зв'язками P-Cl. Таким чином можна отримати відносно стабільні сполуки зі зв'язками P-P:
5PhPCl2 + 5Mg → (PhP)5 + 5MgCl2
2Ph2PCl + Mg → Ph2P-PPh2 + MgCl2